# Roland Schlinger
Roland Schlinger (Viena, 17 de septiembre de 1982) es un exjugador de balonmano austriaco que jugaba de lateral izquierdo. Su último equipo fue el Alpla HC Hard de la Liga de Austria de balonmano. Fue un componente de la selección de balonmano de Austria.
En España es conocido por su paso por el Club Balonmano Ademar León en la temporada 2006-07, en la que el Ademar rozó varios títulos.

## Palmarés

### Bregenz
- Liga de Austria de balonmano (6): 2004, 2005, 2006, 2008, 2009, 2010
- Copa de Austria de balonmano (2): 2003, 2006

### Alpla HC
- Liga de Austria de balonmano (2): 2015, 2017

## Clubes
- SG West Wien (2000-2002)
- A1 Bregenz (2002-2006)
- Ademar León (2006-2007)
- A1 Bregenz (2007-2010)
- HBW Balingen-Weilstetten (2010-2014)
- Alpla HC Hard (2014-2017)